# For Those Who Wait
For Those Who Wait es el cuarto álbum de estudio de larga duración, lanzado por la banda de rock cristiano Fireflight. El álbum fue lanzado el 9 de febrero de 2010 en Flicker.

## Lanzamiento y promoción
El 2 de febrero de 2010 hasta el lanzamiento del álbum, Fireflight registraron su tema principal For Those Who Wait gratis para descargar en Amiestreet.
For Those Who Wait fue lanzado el 9 de febrero de 2010. Alcanzó el puesto número cinco en la lista Billboard Top Christianº es el más alto del CD en el gráfico, la venta de más de 15.000 copias en su primera semana.
Hasta ahora, las ventas de este álbum han ido en aumento, y ha recibido críticas muy favorables también. La banda estuvo de gira en el otoño de 2010, sobre el For Those Who Wait Tour con Manic Drive en apoyo del álbum.
El 1 de diciembre de 2010, se anunció que For Those Who Wait había sido nominado para un Grammy en la categoría de Mejor Artista Rock o Rap Gospel Album, marcando a Fireflight para su primera nominación al Grammy. Se perdió, sin embargo, a Switchfoot Hello Hurricane.

## Track listing
| N.º | Título                     | Escritor(es)                            | Duración |  |
| 1.  | «For Those Who Wait»       | Fireflight; Rob Hawkins                 | 4:07     |  |
| 2.  | «Desperate»                | Fireflight; Rob Hawkins                 | 2:54     |  |
| 3.  | «Fire in My Eyes»          | Ben Glover; Fireflight                  | 2:59     |  |
| 4.  | «Core of My Addiction»     | Fireflight; Jason McArthur              | 3:14     |  |
| 5.  | «What I've Overcome»       | Ben Glover; Fireflight                  | 3:05     |  |
| 6.  | «Name»                     | Ben Glover; Fireflight                  | 3:49     |  |
| 7.  | «New Perspective»          | Fireflight; Jason McArthur; Rob Hawkins | 3:20     |  |
| 8.  | «You Give Me That Feeling» | Fireflight; Rob Hawkins                 | 3:23     |  |
| 9.  | «All I Need To Be»         | Fireflight; Rob Hawkins                 | 3:35     |  |
| 10. | «Recovery Begins»          | Fireflight; Rob Hawkins                 | 4:54     |  |

| Japanese Bonus Track |                     |              |          |  |
| N.º                  | Título              | Escritor(es) | Duración |  |
| 11.                  | «Proof Of Our Love» | Fireflight   | 3:33     |  |